# Tallamar (arquitectura)

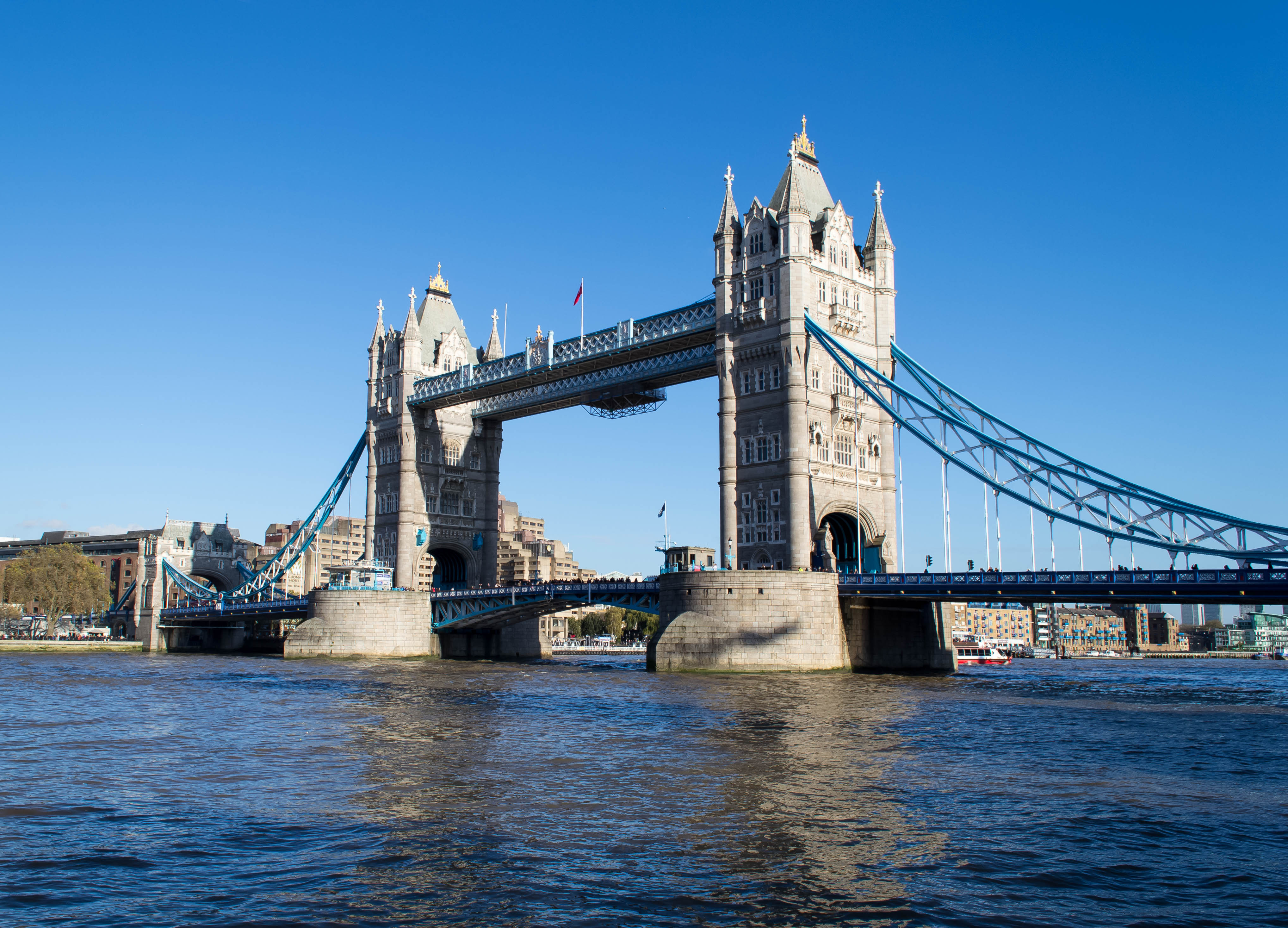
Tallamars al pont de la Torre de Londres.

Un tallamar és una prolongació corba o en forma d'angle que tenen els pilars d'un pont i que serveix per a disminuir la resistència que oposen al corrent del riu.